# Stewart Grand Prix
La Stewart Grand Prix, chiamata per motivi di sponsorizzazione HSBC Stewart Ford, è stato un team di Formula 1 fondato nel 1996 con sede a Milton Keynes dall'ex-campione del mondo Jackie Stewart e dal figlio Paul, dopo l'esperienza nelle formule minori con la Stewart Racing. La scuderia ha gareggiato per tre stagioni nella massima categoria, dal 1997 al 1999, ottenendo una inaspettata vittoria con Johnny Herbert al Gran Premio d'Europa 1999. La squadra è stata poi venduta alla Ford che l'ha trasformata in Jaguar Racing; dopodiché è stata acquistata dalla Red Bull che le ha cambiato nuovamente nome in Red Bull Racing.

## Storia
La scuderia fu fondata nel 1988 da Paul Stewart con il nome di Paul Stewart Racing e sponsorizzata dalla Camel. Nel 1990 la Stewart-Mugen Honda con telaio fornito dalla Lola debuttò nel campionato di International Formula 3000. Per la squadra corsero futuri piloti di Formula 1 quali David Coulthard e Allan McNish. Fu però il brasiliano Gil de Ferran ad ottenere i risultati migliori della scuderia, con 17 GP disputati, 3 vittorie, 2 pole position, 1 giro veloce e il terzo posto nella stagione 1994. Alla fine del 1995 la Stewart Racing decise di evitare il salto dalla Formula 3/Formula 3000 alla Formula 1, considerando le brevi e ingloriose esperienze di Simtek, Pacific e Forti. Questa decisione fu presto cambiata nel gennaio 1996, quando Jackie Stewart si assicurò un contratto quinquennale di sviluppo con la Ford, grazie ai suoi rapporti con la casa americana, che permisero la nascita della Stewart Grand Prix. La squadra aveva base nel Regno Unito ed era finanziata dalla HSBC e dalla Malaysia, interessata a promuovere il Paese. La Stewart aveva come consulente John Barnard e un budget per la prima stagione di 24 milioni di sterline.

### 1997

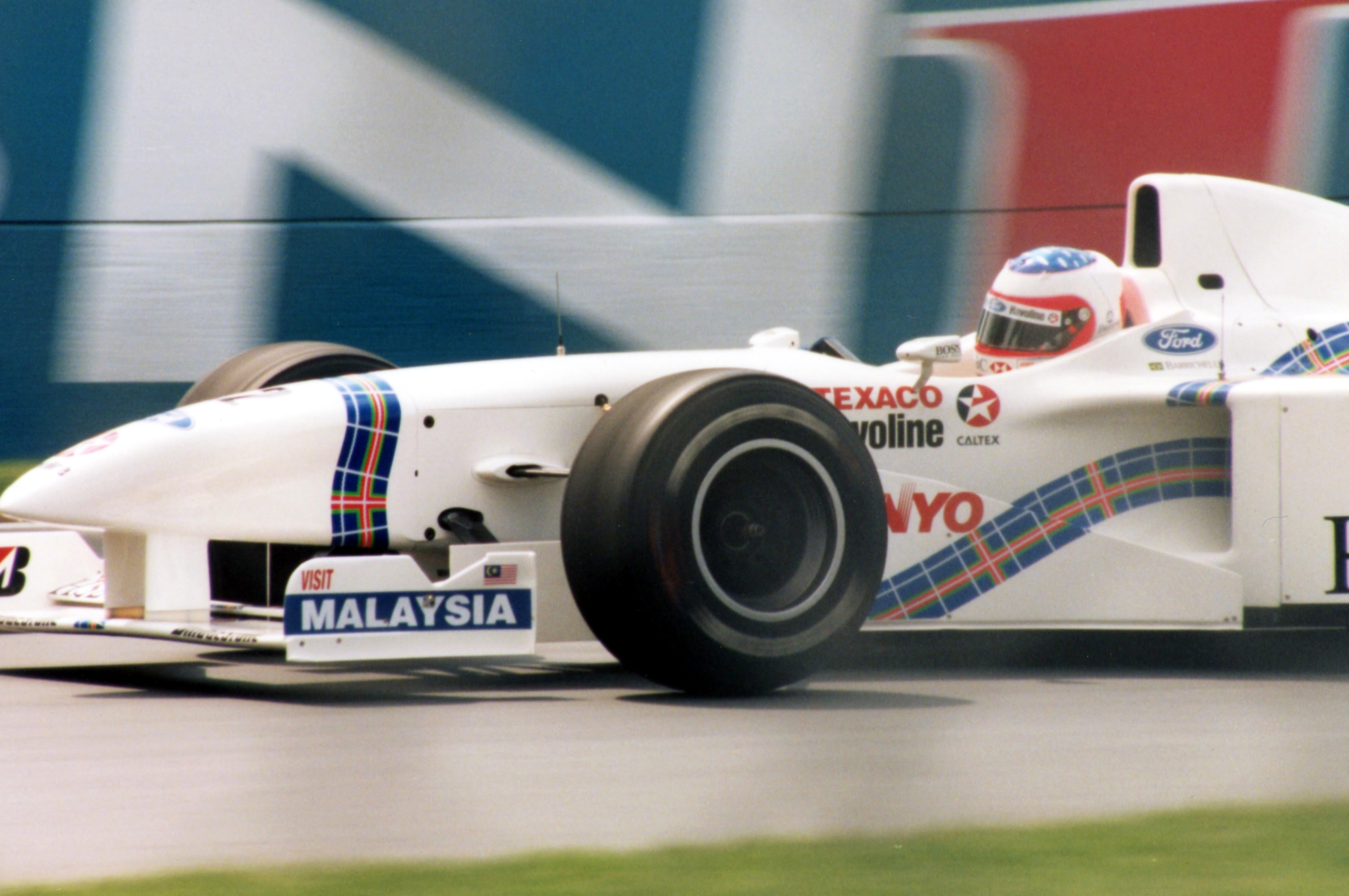
Rubens Barrichello durante un GP nel 1997.

La Stewart-Ford debuttò al GP d'Australia del 1997 con Rubens Barrichello e Jan Magnussen. La vettura si dimostrò subito competitiva ma l'unico acuto dell'anno arrivò al GP di Monaco quando sotto la pioggia Barrichello colse un impressionante secondo posto dietro alla Ferrari di Michael Schumacher. Tuttavia l'affidabilità della Stewart si era rivelata estremamente fragile come dimostrato dai ben ventisei ritiri su trentaquattro presenze; nonostante ciò, la prima stagione era stata promettente, chiusa con un nono posto nel campionato costruttori. 

### 1998
Nel 1998 nessuno dei piloti della Stewart riuscì a salire sul podio. Magnussen fu sostituito da Jos Verstappen dopo il GP del Canada, mentre alla fine della stagione il direttore tecnico Alan Jenkins lasciò la Stewart, venendo sostituito da Gary Anderson. A fine anno Verstappen lasciò il team e lo accusò di favorire palesemente Barrichello. Seppur ottenendo 1 punto in meno rispetto all'anno prima, la stagione fu piuttosto negativa e la Stewart terminò all'ottavo posto nel campionato costruttori.

### 1999: la vittoria di Herbert al Nürburgring

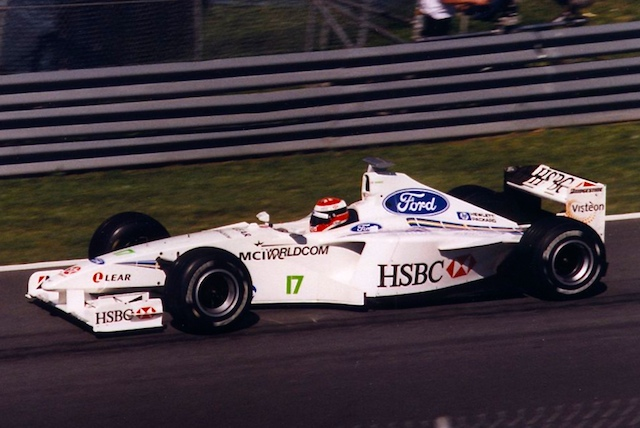
Johnny Herbert in Canada nel 1999.

Nel 1999 la Ford, che aveva acquisito la Cosworth nel luglio 1998, riuscì a consegnare a Jackie Stewart un motore competitivo per la nuova stagione. La macchina si dimostrò subito competitiva e la coppia Rubens Barrichello e Johnny Herbert riuscì a contrastare validamente le avversarie più forti. Alla seconda gara, il GP del Brasile, Barrichello rimase in testa alla gara per oltre venti giri, ma fu costretto a cedere la prima posizione per problemi tecnici della vettura. La scuderia raccolse complessivamente quattro podi, di cui una vittoria di Herbert al GP d'Europa in particolari condizioni, e una pole position di Barrichello al GP di Francia, poi terminato in terza posizione. La Stewart, nonostante l'eccessiva fragilità dimostrata in alcune gare, terminò la stagione al quarto posto, battendo squadre illustri come Williams e Benetton. L'ultima gara disputata fu il GP del Giappone, prima di cedere la squadra alla stessa Ford, che avrebbe cambiato il nome in Jaguar Racing (che a sua volta, nel 2005, diventerà Red Bull Racing).

## Piloti
| Pilota             | Gran Premi | Stagioni  | Punti | Podi | GP Vinti | Pole Position | Giri Veloci |
| ------------------ | ---------- | --------- | ----- | ---- | -------- | ------------- | ----------- |
| Rubens Barrichello | 48         | 1997-1999 | 31    | 4    | 0        | 1             | 0           |
| Jan Magnussen      | 24         | 1997-1998 | 1     | 0    | 0        | 0             | 0           |
| Johnny Herbert     | 15         | 1999      | 15    | 1    | 1        | 0             | 0           |
| Jos Verstappen     | 9          | 1998      | 0     | 0    | 0        | 0             | 0           |

## Risultati in F1
La Stewart ha disputato un totale di 49 Gran Premi di Formula 1 (98 macchine iscritte) tra il 1997 e il 1999, ottenendo 1 vittoria, 1 pole position, 1 partenza in prima fila, 5 podi e 47 punti totali. La Stewart è stata al comando di 3 Gran Premi di F1 per un totale di 84 giri percorsi in testa (363 km).
| Anno | Vettura | Motore          | Gomme | Piloti      |     |     |     |     |   |     |     |     |     |     |     |     |     |     |     |     |     | Punti | Pos. |
| ---- | ------- | --------------- | ----- | ----------- | --- | --- | --- | --- | - | --- | --- | --- | --- | --- | --- | --- | --- | --- | --- | --- | --- | ----- | ---- |
| 1997 | SF01    | Ford VJ Zetec-R | B     | Barrichello | Rit | Rit | Rit | Rit | 2 | Rit | Rit | Rit | Rit | Rit | Rit | Rit | 13  | 14  | Rit | Rit | Rit | 6     | 9º   |
| 1997 | SF01    | Ford VJ Zetec-R | B     | Magnussen   | Rit | Rit | 10  | Rit | 7 | 13  | Rit | Rit | Rit | Rit | Rit | 12  | Rit | Rit | Rit | Rit | 9   | 6     | 9º   |

| Anno | Vettura | Motore          | Gomme | Piloti      |     |     |     |     |    |     |   |    |     |     |     |     |     |     |    |     |  | Punti | Pos. |
| ---- | ------- | --------------- | ----- | ----------- | --- | --- | --- | --- | -- | --- | - | -- | --- | --- | --- | --- | --- | --- | -- | --- |  | ----- | ---- |
| 1998 | SF02    | Ford VJ Zetec-R | B     | Barrichello | Rit | Rit | 10  | Rit | 5  | Rit | 5 | 10 | Rit | Rit | Rit | Rit | NP  | 10  | 11 | Rit |  | 5     | 8º   |
| 1998 | SF02    | Ford VJ Zetec-R | B     | Magnussen   | Rit | 10  | Rit | Rit | 12 | Rit | 6 |    |     |     |     |     |     |     |    |     |  | 5     | 8º   |
| 1998 | SF02    | Ford VJ Zetec-R | B     | Verstappen  |     |     |     |     |    |     |   | 12 | Rit | Rit | Rit | 13  | Rit | Rit | 13 | Rit |  | 5     | 8º   |

| Anno | Vettura | Motore    | Gomme | Piloti      |    |     |    |    |     |     |     |    |     |     |    |     |     |   |   |   |  | Punti | Pos. |
| ---- | ------- | --------- | ----- | ----------- | -- | --- | -- | -- | --- | --- | --- | -- | --- | --- | -- | --- | --- | - | - | - |  | ----- | ---- |
| 1999 | SF3     | Ford CR-1 | B     | Barrichello | 5  | Rit | 3  | 9  | SQ  | Rit | 3   | 8  | Rit | Rit | 5  | 10  | 4   | 3 | 5 | 8 |  | 36    | 4º   |
| 1999 | SF3     | Ford CR-1 | B     | Herbert     | NP | Rit | 10 | 10 | Rit | 5   | Rit | 12 | 14  | 11  | 11 | Rit | Rit | 1 | 4 | 7 |  | 36    | 4º   |

| Legenda | 1º posto     | 2º posto | 3º posto    | A punti         | Senza punti/Non class.  | Grassetto – Pole position Corsivo – Giro più veloce |
| Legenda | Squalificato | Ritirato | Non partito | Non qualificato | Solo prove/Terzo pilota | Grassetto – Pole position Corsivo – Giro più veloce |